# 第3回全国高等学校バスケットボール選抜優勝大会
第3回全国高等学校バスケットボール選抜優勝大会（だい3かい ぜんこくこうとうがっこう―せんばつゆうしょうたいかい）は、1973年3月29日から31日まで代々木体育館別館、学習院大学体育館で開催された全国高等学校バスケットボール選抜優勝大会である。男子は広島商業、女子は津女子がそれぞれ初優勝を達成。

## 出場校
| ブロック | 都道府県 | 男子             | 男子         | 都道府県 | 女子         | 女子         |
| ブロック | 都道府県 | 出場校           | 出場回数     | 都道府県 | 出場校       | 出場回数     |
| -------- | -------- | ---------------- | ------------ | -------- | ------------ | ------------ |
| 北海道   | 北海道   | 帯広柏葉         | 初出場       | 北海道   | 旭川商業     | 初出場       |
| 東北     | 秋田県   | 能代工業         | 3年連続3回目 | 秋田県   | 大曲         | 3年連続3回目 |
| 関東1    | 神奈川県 | 相模工業大学附属 | 2年ぶり2回目 | 茨城県   | 日立女子     | 2年連続2回目 |
| 関東2    | 栃木県   | 宇都宮           | 初出場       | 埼玉県   | 市立川口女子 | 初出場       |
| 東京都1  | 東京都   | 京北             | 3年連続3回目 | 東京都   | 大妻         | 3年連続3回目 |
| 東京都2  | 東京都   | 明治大学付属中野 | 3年連続3回目 | 東京都   | 東京成徳     | 2年連続2回目 |
| 北陸     | 福井県   | 北陸             | 初出場       | 石川県   | 金沢桜丘     | 2年連続2回目 |
| 信越     | 長野県   | 上田             | 初出場       | 長野県   | 篠ノ井       | 初出場       |
| 東海     | 岐阜県   | 岐阜農林         | 2年連続2回目 | 三重県   | 津女子       | 初出場       |
| 近畿1    | 大阪府   | 初芝             | 初出場       | 兵庫県   | 夙川学院     | 3年連続3回目 |
| 近畿2    | 滋賀県   | 膳所             | 2年ぶり2回目 | 滋賀県   | 守山         | 初出場       |
| 中国     | 広島県   | 広島商業         | 初出場       | 広島県   | 広島女学院   | 初出場       |
| 四国     | 香川県   | 高松商業         | 初出場       | 香川県   | 三本松       | 2年ぶり2回目 |
| 九州1    | 福岡県   | 三池工業         | 初出場       | 鹿児島県 | 鹿児島女子   | 2年連続2回目 |
| 九州2    | 長崎県   | 長崎南           | 2年連続2回目 | 大分県   | 大分鶴崎     | 初出場       |
| 推薦     | 東京都   | 中央大学附属     | 2年連続2回目 | 長崎県   | 鶴鳴女子     | 3年連続3回目 |

## 試合結果

### 男子
1回戦
- 中央大学附属 60 - 55 三池工業
- 帯広柏葉 86 - 74 北陸
- 岐阜農林 65 - 59 宇都宮
- 広島商業 51 - 30 膳所

- 明治大学付属中野 70 - 52 長崎南
- 相模工業大学附属 82 - 67 初芝
- 能代工業 85 - 73 上田
- 高松商業 95 - 64 京北

準々決勝
- 中央大学附属 78 - 68 帯広柏葉（OT）
- 岐阜農林 55 - 54 明治大学付属中野
- 相模工業大学附属 97 - 92 能代工業
- 広島商業 66 - 64 高松商業

準決勝
- 岐阜農林 70 - 65 中央大学附属
- 広島商業 78 - 73 相模工業大学附属

3位決定戦
- 中央大学附属 84 - 78 相模工業大学附属

決勝
- 広島商業 63 - 55 岐阜農林

### 女子
1回戦
- 鶴鳴女子 64 - 36 守山
- 東京成徳 73 - 56 三本松
- 鹿児島女子 57 - 40 市立川口女子
- 篠ノ井 54 - 52 金沢桜丘

- 大妻 81 - 41 広島女学院
- 津女子 74 - 66 夙川学院（OT）
- 大曲 93 - 49 大分鶴崎
- 日立女子 64 - 49 旭川商業

準々決勝
- 大曲 72 - 57 東京成徳
- 津女子 85 - 43 鹿児島女子
- 大妻 61 - 42 篠ノ井
- 鶴鳴女子 65 - 47 日立女子

準決勝
- 津女子 61 - 45 大妻
- 大曲 57 - 52 鶴鳴女子

3位決定戦
- 鶴鳴女子 51 - 36 大妻

決勝
- 津女子 72 - 68 大曲

## 大会ベスト5
男子
- 湯川修蔵 (広島商業№4・2年)
- 藤村善文 (広島商業№5・2年)
- 森田恭弘 (岐阜農林№・年)
- 丸田博 (中央大学附属№・2年)※2回大会に続き2年連続2回目
- 千村隆 (相模工業大学附属№4・2年)

女子
- 伊藤加代 (津女子№・年)
- 山下幸子 (津女子№・年)
- 鈴木紀子 (大曲№・2年)
- 堀田順子 (大曲№・年)
- 羽田野京子 (鶴鳴女子№・2年)